# 胡獻來
胡獻來（16世紀—17世紀），字子良，號覺非，浙江台州府寧海縣大胡鄉人，明朝、南明政治人物。

## 生平
胡獻來個性樸實，不喜歡和他人競爭，天啟七年（1627年）中舉人，次年（1628年）聯捷進士，獲授行人，轉刑部主事，考選時因策論忤逆權貴被貶為松江同知。當地並無寇警，人民苦於勞役，他數日調劑完畢，陞武選郎中，杜絕勳戚襲補、武將競爭；轉岳州兵備道副使，上疏設立兵船，擊破遇上的盜賊，解除湖廣禍患，又因忤逆巡撫被任命兼為沔陽兵備道，但賊人得知他來到卻望風而逃。
其後胡獻來轉為南昌上江防副使，廢除鹽政規例，商人被杖打後聞風不敢再試，任滿後說：「我現在可以謝天子回歸了！」上疏辭職，弘光年間曾任命為雲南參議，很快辭去。在家鄉遇上貧窮的鄰居，他總會熱情關懷對方，絕無吝嗇，夫人馮氏、閻氏都穿著簡單的服飾。他六十歲時對兒子說：「我沒什麼給你們，只有《迪吉》一書，受用無窮。」來不及再說就去世了，二子胡定國、胡定祥都有文藝聲譽。

## 引用
1. 1 2  錢海岳《南明史·卷三十五·列傳第十一》：（弘光）時四川雲南司道：……胡獻來，字子良，台州寧海人。崇禎元年進士。歷行人刑部主事，謫嵩江通判，累遷武選主事、上江防副使，拒鹽規。轉雲南參議，歸。
2. ↑  光緒《寧海縣志·卷十·人物志一》：胡獻來，字子良，號覺非，大胡人，誠樸狷介，質任自然，與物無競；天啟丁卯舉人，戊辰進士。初授行人，岳岳正色不妄交一人，考選西臺，以策略忤當事，謫松江二守，怡然就職，殫厥勞瘁。濱海無警，松民苦於役，青浦尤甚，獻來往視，篆之均劑，數日而畢；施羽侯座師也，以書言役事，獻來曰：「吾不忍毒百姓，以報師恩。」當堂焚之，權貴皆懾服，勸息訟釋。久繫晉兵部郎，郎典武選，絕勳戚襲補之例，屏武衛奔競之緣。湖廣洞庭風波甚惡，為寇盜藪，獻來遷岳州兵備，即疏請設兵船數十，遇盜連艘擊之，湖患乃除。以耿介忤巡撫，命兼沔陽兵備；沔陽為流寇盤踞，將陷之也，聞獻來至，望風解散。轉南昌副使，有鹽政規例數千金，商人先至常玉山投納，杖而斥之，例遂絕，豪商掾史皆聞風重足不敢試。憲職次第畢，乃曰：「吾今可以謝天子歸矣！」疏請乞骸，復有雲南參議之命，懇辭以歸。遇鄉鄰貧瘠者，解衣推食，略無恢恡情，夫人馮閻均操荊布之業；獻來年六十，囑其子曰：「吾無以貽汝，只此迪吉一書，受用無窮。」語不及私而逝，二子定國、定祥蜚聲藝苑。 舊志、府志